# 光煕門駅
光煕門駅（こうきもんえき）は中華人民共和国北京市朝陽区に位置する北京地下鉄13号線の駅である。駅番号は1314。

## 駅構造

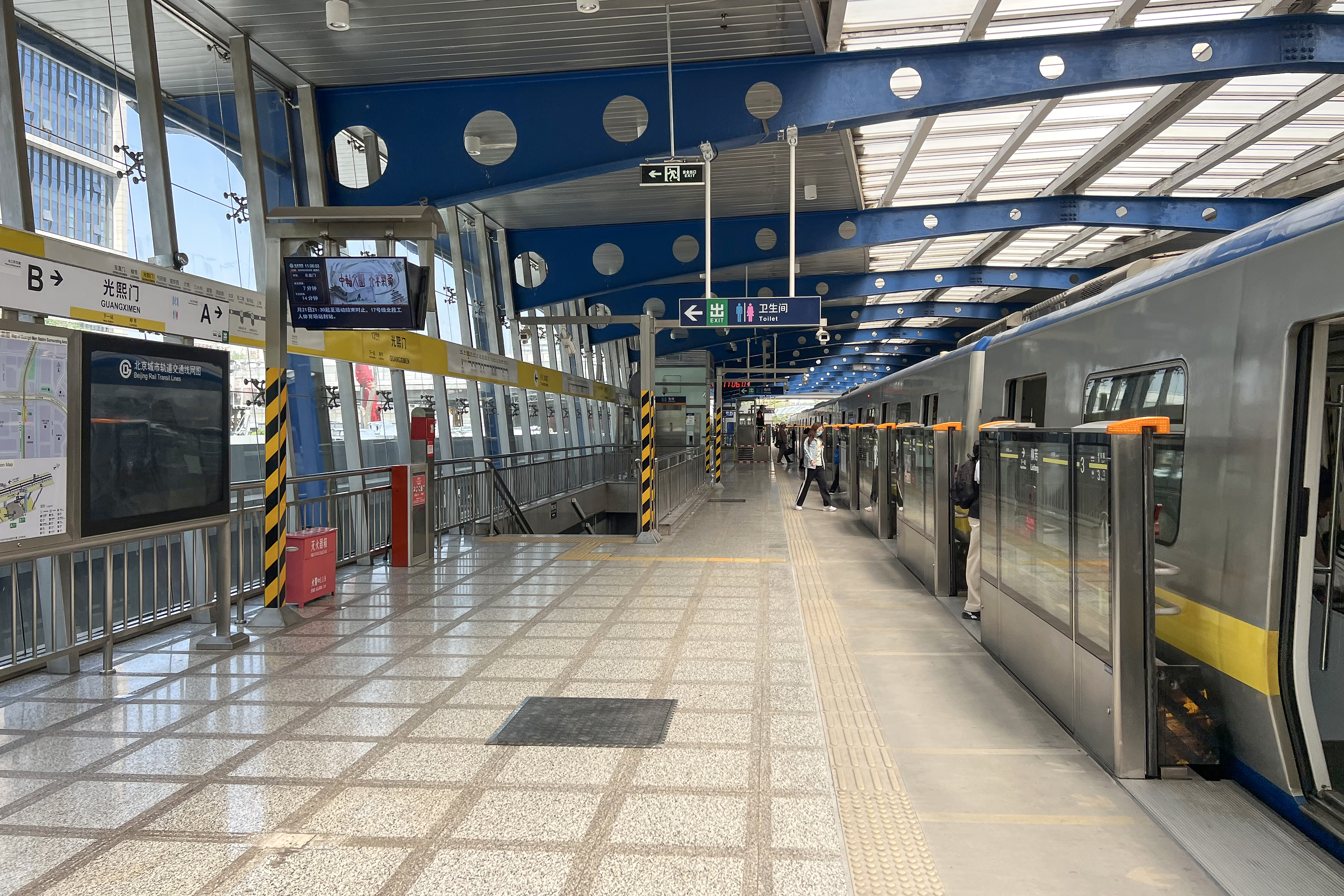
13号線ホーム

相対式ホーム2面2線を有する高架駅。出口はAとBの2ヶ所ある。
| 13号線のりば | 相対式ホーム       |
| 13号線のりば | ←13号線 西直門方面 |
| 13号線のりば | 13号線 東直門方面→ |
| 13号線のりば | 相対式ホーム       |

## 駅周辺
- 北京人文大学（中国語版）培訓中心
- 北京中医薬大学
- 北京化工研究院
- 金象大薬房
- 紅都陽光商務公館
- 北京華都肉鶏公司
- 通用汽車世界
- 大中電器
- 世紀証券
- 金山城
- 金牛座BAR
- 老宋香鍋
- 太陽宮医院
- 中日友好医院

## 歴史
- 2003年1月28日 - 13号線が開業。
- 2024年12月15日 - 12号線が開業。

## 隣の駅
北京地下鉄
■12号線
和平西橋駅 - 光煕門駅 - 西壩河駅
■13号線
芍薬居駅 (1313) - 光煕門駅 (1314) - 柳芳駅 (1315)